# Dynamoterror
Dynamoterror ist eine Gattung theropoder Dinosaurier aus der Familie der Tyrannosauridae, die vor etwa 80 Millionen Jahren in der späten Kreidezeit im heutigen New Mexico lebte. Die Typusart und einzige Art der Gattung ist Dynamoterror dynastes. Es handelt sich um einen der ältesten bisher entdeckten Tyrannosauriden.

## Etymologie
Der Gattungsname ist ein Kompositum aus einer Ableitung des griechischen Wortes δύναμις dynamis ‚Kraft‘ und dem lateinischen Wort terror ‚Angst‘. Das Epitheton der Typusart ist das griechische Wort δυνάστης dynástes, das so viel wie ‚Herrscher‘ bedeutet.

## Merkmale

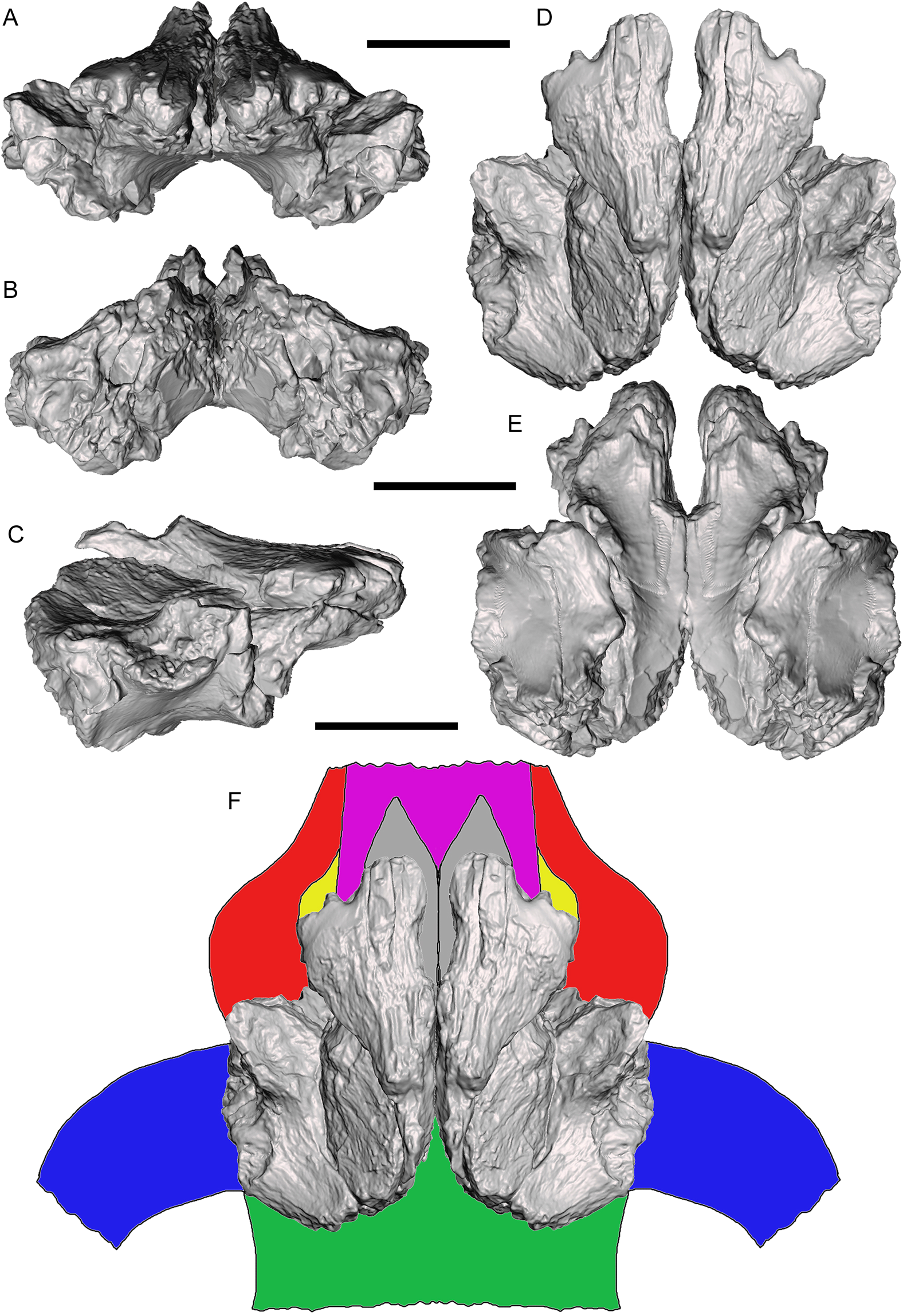
Rekonstruktion der Stirnpartie (A–E) und unmittelbar angrenzender Regionen des Schädeldaches (F) anhand der beiden Frontalia

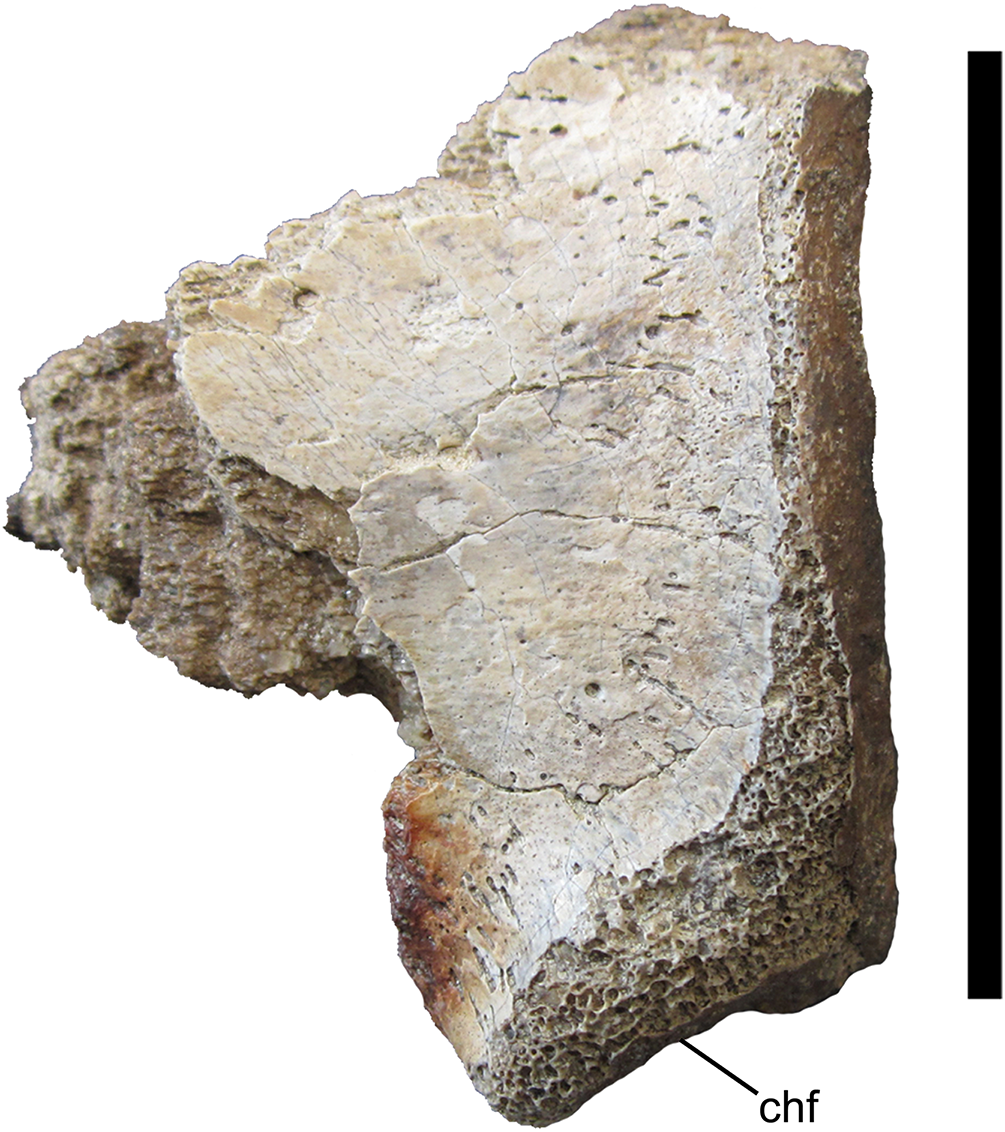
Fragment eines mittleren Schwanzwirbels

Der Erstbeschreibung von Dynamoterror dynastes liegen einige wenige, teils fragmentarische fossile Knochen zugrunde, die wahrscheinlich von ein und demselben Individuum stammen. Dieses Holotyp-Exemplar (UMNH VP 28348) umfasst im Einzelnen die beiden Frontalia als einzige craniale Elemente sowie vier Wirbelfragmente, mehrere Rippenfragmente, ein Fragment des rechten Iliums (Partie oberhalb des Acetabulums), einige nicht näher bestimmbare Fragmente der Arm- oder Beinknochen, den rechten zweiten Mittelhandknochen und zwei Phalangen der vierten Zehe des linken Fußes als postcraniale Elemente.
Trotzdem reichten diese wenigen Überreste für eine Zuordnung zu den Tyrannosauriden aus, und nach Ansicht von McDonald et al. (2018) zeigten sie genügend anatomische Abweichungen von bisher bekanntem Tyrannosauriden-Material, um für sie eine neue Gattung und Art aufstellen zu können. Als diagnostisch für bzw. als autapomorphe Merkmale von Dynamoterror und D. dynastes werden in der Erstbeschreibung angegeben:
- Präfrontolacrimal- und Präfrontonasalfortsatz am vorderen Ende der oberen (dorsalen) Partie des Frontale liegen nah beieinander und sind nur durch eine flache Kerbe voneinander getrennt.
- Die hintere (caudale), annähernd rechteckige Partie des Suturbereiches des Frontale zum Postorbitale ist in bauchseitiger (ventraler) Ansicht durch eine tiefe Kerbe von der vorderen (rostralen) Partie dieses Suturbereiches getrennt.[1]

Über das allgemeine Erscheinungsbild lassen sich hingegen kaum konkrete Aussagen machen. So kann lediglich anhand der Abmessungen der Einzelknochen (z. B. rechtes Frontale knapp 10 cm rostrocoaudale Länge) geschätzt werden, dass Dynamoterror zu Lebzeiten etwa 9 Meter lang war.

## Fundlokalität
Das Holotyp-Exemplar (siehe oben) – die bislang einzigen bekannten fossilen Überreste von Dynamoterror – wurden 2012 während einer Expedition in den Juans-Lake-Schichten im oberen Teil der Allison-Subformation der Menefee-Formation im San Juan County im Nordwesten von New Mexico gefunden. Es befindet sich derzeit in der Sammlung des Naturkundemuseums von Utah (UMNH) in Salt Lake City.
Das relative Alter der Fundschicht wurde, basierend auf Funden des Ammoniten Baculites perplexus im auflagernden Cliff-House-Sandstein, anhand radiometrischer Datierungen einer Bentonitlage nahe dem oberen Ende der Menefee-Formation (beide jeweils auf ein absolutes Alter dieser Schichten von rund 78 Millionen Jahren hindeutend) sowie auf der relativen Position der Juans-Lake-Schichten innerhalb der Menefee-Formation, auf Unteres Campanium (83,6 bis 80,6 mya) geschätzt. Dynamoterror ist somit neben Lythronax einer der ältesten bisher entdeckten Tyrannosauriden.
Ebenfalls aus den Juans-Lake-Schichten und vermutlich auch aus der gleichen Gegend oder sogar der gleichen Lokalität stammt der ebenfalls nur fragmentarisch überlieferte Nodosauride Invictarx.

## Systematik
Auf Grundlage einer kladistischen Verwandtschaftsanalyse, die im Rahmen der Erstbeschreibung durchgeführt wurde, gilt Dynamoterror als Vertreter der Unterfamilie Tyrannosaurinae innerhalb der Familie Tyrannosauridae. Im Ergebnis der Analyse steht er innerhalb einer umfangreichen Polytomie zusammen mit anderen massig gebauten Gattungen der Tyrannosaurinae. Eine bessere Auflösung der Beziehungen von Dynamoterror zu diesen Gattungen ist wegen der fragmentarischen Natur seiner Überreste derzeit jedoch nicht möglich.